# Carlos Kajú
Carlos Kajú (Bogotá; 13 de marzo de 1992) es un actor, cantante y escritor colombiano. Es reconocido por interpretar a distintos personajes, unos de sus personajes más reconocidos fue en la telenovela colombiana, Pedro el Escamoso, como Pedrito Coral Jr.

## Biografía
Carlos Kajú nació en Bogotá el 13 de marzo de 1992. Este actor colombiano es sobrino de quien fue la primera vedette colombiana, Doris David.
Comenzó su carrera artística  en los altares de una iglesia cristiana, en donde su padre Carlos se sentía bien al impulsarlo en ese mundo y por esta razón le hacía participar en los concursos de canto que hacía esta iglesia, Carlos Kajú dice haber ganado uno que otro concurso, gracias a estos pequeños pasos en su vida y a raíz de la trágica muerte de su padre, Carlos Kajú encontró en su Tía paterna Doris David, las puertas a la actuación; ella tenía una academia de artes escénicas en Bogotá, en donde Carlos Kajú empezó a estudiar.

## Carrera artística
En el año 2001 llega el primer personaje en su vida, el personaje que aun le sigue dando ese reconocimiento en su vida artística, tanto a nivel nacional como internacional, Pedrito Coral Jr, el hijo de Pedro Coral Tavera, en la exitosa novela colombiana Pedro el Escamoso, protagonizada por Miguel Varoni y Sandra Reyes.  
Desde el 2001 Carlos Kajú comenzó su carrera en el mundo de la televisión, después de interpretar a Pedrito coral, actuó en diferentes telenovelas y series, entre ellas, El auténtico Rodrigo Leal como Aarón López; y luego sería uno de los protagonista de la serie infantil Chisgarabiz en el año 2004  de RCN Televisión. Amores de mercado como tequeño Jiménez  para Telemundo; entre otras producciones que ha hecho, y sin ir muy lejos también actuó en la exitosa serie Colombiana Escobar, el patrón del mal como Gonzalo Jiménez una serie para Netflix, este personaje también se ha destacado por su realidad en la trágica historia de Colombia. “Carlos Kajú se ha destacado siempre por su disciplina a la hora interpretar sus personajes” dicen sus colegas del medio; y esto también se ha visto en su recientes producciones como lo son: La niña, interpretando a alias Raúl, en donde se destaca mucho su realidad a la hora de darle vida a un personaje. Las muñecas de la mafia 2 interpretando a William Toledo; Bolívar como Pedro Pascasio Martínez personaje histórico; La reina de indias y el conquistador como Enriquillo el mejor amigo de la protagonista; todas estas producciones fueron para Netflix; pero Carlos Kajú no sólo ha participado en la pantalla chica, también lo hizo en el cine y entre estos filmes: le dio vida a Alex en la película Pickpockets: maestros del robo, del director Peter Webber para Netflix.
Actualmente Carlos Kajú sigue actuando tanto en la televisión, como en el cine y el teatro. cabe destacar que también es escritor de poesía, este talento lo descubrió hace unos años, por ende, también dedica su tiempo a la escritura. Reside en Ciudad de México.

## Filmografía

### Televisión
| Año       | Título                               | Personaje                    | Cadena             |
| --------- | ------------------------------------ | ---------------------------- | ------------------ |
| 2001-2003 | Pedro el escamoso                    | Pedrito Coral Jr             | Caracol televisión |
| 2003-2004 | El auténtico Rodrigo Leal            | Aarón López                  | Caracol televisión |
| 2004      | Chisgarabiz                          | Moisés                       | RCN Televisión     |
| 2004-2005 | Séptima puerta                       |                              | Caracol Televisión |
| 2006-2007 | Amores de mercado                    | Tequeño Jiménez              | Telemundo          |
| 2008      | Tu voz estéreo                       |                              | Caracol Televisión |
| 2008-2009 | Vecinos                              | Carlos Alfredo López         | Caracol Televisión |
| 2009      | Inversiones el ABC                   | Aníbal                       | RCN Televisión     |
| 2009      | Cuando salga el sol                  |                              | RCN Televisión     |
| 2010-2011 | A corazón abierto                    | Jeison Campos                | RCN Televisión     |
| 2011-2012 | Los canarios                         | Julián Hernández             | Caracol Televisión |
| 2012      | Escobar, el patrón del mal           | Gonzalo Jiménez              | Caracol Televisión |
| 2012      | Historias clasificadas               |                              | RCN Televisión     |
| 2012-2013 | A mano limpia 2                      | Milton Puente                | RCN Televisión     |
| 2013      | Mujeres al límite                    |                              | Caracol Televisión |
| 2014      | Dr. Mata                             | Voceador Liberal             | RCN Televisión     |
| 2014      | Metástasis                           |                              | UniMas             |
| 2015      | Esmeraldas                           | Jeremías Gallego             | Caracol Televisión |
| 2016      | La niña                              | Alias Raúl - Ferney Palacios | Caracol Televisión |
| 2016      | Sala de urgencias 2                  | Sicario                      | RCN Televisión     |
| 2018      | Paraíso Travel                       | Paco                         | RCN Televisión     |
| 2018      | Sitiados 2                           | Catu                         | Fox Premium        |
| 2019      | El final del paraíso                 |                              | Telemundo          |
| 2019      | Las muñecas de la mafia 2            | William Toledo               | Caracol Televisión |
| 2019      | Bolívar                              | Pedro Pascasio Martínez      | Caracol Televisión |
| 2019-2020 | El hijo del Cacique                  | El Pote                      | Televen            |
| 2020      | La reina de indias y el conquistador | Enrriquillo                  | Netflix            |
| 2021      | Enfermeras                           | Chucho                       | RCN Televisión     |

### Cine
| Año  | Título      | Personaje |
| ---- | ----------- | --------- |
| 2018 | Pickpockets | Alex      |